# Veliki Diomed
Veliki Diomed ili Ratmanovljev otok (rus. остров Ратманова ili Imaqliq) je ruski otok.
Veliki Diomed je jedan od dva Diomedova otoka, koja se nalaze u sredini Beringova prolaza. Administrativno pripada Čukotskom autonomnom okrugu u Rusiji. Nalazi se oko 45 km jugoistično od rta Dežnjev na Čukotskom poluotoku i najistočnija je točka Rusije. Površina otoka je oko 29 km². Međunarodna datumska granica prolazi 1,3 km istočno od otoka. Krajnji istočni dio otoka je najistočnija točka Azije.

## Povijest
Prvi stanovnici otoka bili su Eskimi. Prvi Europljanin, koji je 1648. godine došao do otoka bio je Semjon Ivanovič Dežnjev. Danski admiral u ruskoj službi Vitus Bering ponovno je "otkrio" Veliki Diomed 16. kolovoza 1728., na dan kada se u Ruskoj pravoslavnoj crkvi obilježava dan Svetog Diomeda. Prve geografske karte otoka načinio je 1732. godine ruski geodet Mihail Gvozdev.
Godine 1867. nakon prodaje Aljaske SAD-u, nova granica između SAD-a i Ruskog Carstva prolazila je između Velikoga i Maloga Diomeda. Nakon Drugog svjetskog rata, kako bi se spriječili prekogranični kontakti preko Željezne zavjese, starosjedilačko stanovništvo je prisilno preseljeno na kopno. Danas otok nema stalnih stanovnika. Na otoku se nalazi meteorološka postaja.
Od 1905. do 1933. godine, s otoka Velikoga Diomeda, odvijala se postupna migracija autohtonih naroda na susjedni otok Kruzenshtern.
Godine 2005. godine, sedam-metarski pravoslavni križ podignut je na najvišem brdu otoka, što je jasno vidljivo stanovnicima Aljaske i brodovima koji prolaze kroz Beringov tjesnac. U rujnu 2016. otok je posjetio moskovski patrijarh Kiril I.

## Promet
U više navrata kroz otok je planiran prolaz tunela, koji bi povezao Euroaziju i Sjevernu Ameriku.

## Flora i fauna
Jedanaest vrsta ptica, uključujući njorke, pronađene su na Velikome Diomedeu. Godine 1976. na otoku je identificiran crvenovrati kolibrić. Ovaj nalaz, do sada jedinstven u Rusiji, vrlo je vjerojatno zbog raspršenog uzorka. Od sisavaca, perajari nastanjuju vode oko otoka (npr. prstenasti i bradati tuljan, morževi) i kitovi (npr. sivi i grenlandski kitovi).

## Vanjske poveznice
|  | Zajednički poslužitelj ima još gradiva o temi Veliki Diomed |